# Hoquiam (Washington)
Hoquiam je grad u američkoj saveznoj državi Washington. Prema popisu stanovništva iz 2010. u njemu je živjelo 8.726 stanovnika.